# Eichelgarten im Forstenrieder Park
Eichelgarten im Forstenrieder Park este o arie protejată (arie specială de conservare — SAC, sit de importanță comunitară — SCI) din Germania întinsă pe o suprafață de 19,66 ha, integral pe uscat.

## Localizare
Centrul sitului Eichelgarten im Forstenrieder Park este situat la coordonatele 48°02′56″N 11°26′12″E / 48.0489°N 11.4367°E.

## Înființare
Situl Eichelgarten im Forstenrieder Park a fost declarat sit de importanță comunitară în martie 2001 pentru a proteja 2 specii de animale. Situl a fost protejat și ca arie specială de conservare în aprilie 2016.

## Biodiversitate
Situată în ecoregiunea continentală, aria protejată conține 1 habitat natural: Pajiști uscate seminaturale și facies de acoperire cu tufișuri pe substraturi calcaroase (Festuco-Brometalia) (* situri importante pentru orhidee).
La baza desemnării sitului se află mai multe specii protejate de  nevertebrate (2): Limoniscus violaceus, Osmoderma eremita Complex.